# Resposta optocinètica

Nistagme optocinètic horitzontal.

La resposta optocinètica és una combinació de moviments oculars de fase lenta i fase ràpida. Es veu quan un individu segueix (moviment de persecució) un objecte en moviment amb els seus ulls, que després es desplaça fora del camp de visió, un punt en el qual els seus ulls tornen a la posició inicial (moviment sacàdic) quan van veure l'objecte per primera vegada.. El reflex es desenvolupa al voltant dels 6 mesos d'edat.
El nistagme optocinètic/resposta (OKN/R) és un nistagme que es produeix en resposta a un estímul visual a la retina. Està present en pacients amb desenvolupament normal. La resposta optocinètica permet que l'ull segueixi objectes en moviment quan el cap roman aturat (p. ex., observant pals de telèfon individuals al costat de la carretera mentre es passa per ells en un cotxe, o observant objectes estacionaris mentre els passa).

## Diagnòstic

### Nistagme optocinètic provocat
Amb una visió normal, es desenvolupa una resposta OKN en els nadons i es manté durant l'edat adulta. La resposta OKN consisteix en fases inicials lentes en la direcció de l'estímul (perseguiments suaus), seguides de fases ràpides i correctives (moviment sacàdic de retorn). La presència d'una resposta OKN en la direcció temporal a nasal indica una via visual intacta. Un altre mètode eficaç és subjectar un mirall davant del pacient i girar lentament el mirall a banda i banda del pacient. El pacient amb una via visual intacta mantindrà el contacte visual amb si mateix. Aquest estímul optocinètic convincent força els moviments oculars lents reflexos.

### Desenvolupament de l'estereopsis
Això és especialment útil en l'estrabisme infantil per determinar si el desenvolupament d'estereopsis de moviment està present o no. El seguiment del moviment nasal a temporal es pot entrenar en estrabisme infantil que permet l'alineació dels ulls (Baxtrom i Clopton, 2019) i es pot associar amb el sistema òptic accessori per al control ocular.